# Xonrupt-Longemer
Xonrupt-Longemer là một xã ở tỉnh Vosges, vùng Grand Est, Pháp. Xã này có diện tích 30,71 kilômét vuông dân số năm 1999 là 1489 người. Xã này nằm ở khu vực có độ cao từe 642–1206 m trên mực nước biển.
Người dân địa phương danh xưng tiếng Pháp là Xonrupéens.

## Biến động dân số
| Năm | 1962 | 1968 | 1975 | 1982 | 1990 | 1999 | 2006 |
| --- | ---- | ---- | ---- | ---- | ---- | ---- | ---- |
| Dân số | 930  | 1027 | 1101 | 1333 | 1415 | 1497 | 1557 |
| From the year 1962 on: No double counting—residents of multiple communes (e.g. students and military personnel) are counted only once. 2006: Provisional population (annual survey). |      |      |      |      |      |      |      |

## Hành chính
| Danh sách các xã trưởng                |           |                  |      |         |
| Giai đoạn                              | Giai đoạn | Tên              | Đảng | Tư cách |
| 2001                                   | 2014      | Éric Mougel      |      |         |
| 1995                                   | 2001      | Étienne Viry     |      |         |
| 1989                                   | 1995      | François Lalevée |      |         |
| 198?                                   | 1989      | Claude Valroff   |      |         |
| 1983                                   | 198?      | Claude François  |      |         |
| 1965                                   | 1983      | Maurice Fermbach |      |         |
| ?                                      | 1965      | Paul Martin      |      |         |
| 1919                                   |           | Leduc            |      |         |
| Tất cả các dữ liệu trước đây không rõ. |           |                  |      |         |